# 金牛座116
金牛座116，又名BD+15 826，HD 35770、SAO 94566、HR 1814，是金牛座的一颗恒星，视星等为5.5，位于銀經188.93，銀緯-10.42，其B1900.0坐标为赤經5h 22m 0.8s，赤緯+15° -10.42′ 23″。